# Київська троянда
Ки́ївська троя́нда — різновид солодкої хрусткої випічки, засмаженої у фритюрі й начиненої фруктовим наповнювачем. Типологічно належить до печива, але цей виріб можна розглядати і як тістечко. За способом приготування київські троянди подібні до вергунів і виникли як їх похідна. Це малознана страва в українській і традиційний десерт у польській кухні.

## Етимологія
Свою українську назву це тістечко отримало за характерну форму, що нагадує розквітлу троянду. Епітет «київська» вказує на те, що означена випічка була поширена передусім на Київщині, однак в українській кухні вона не набула широкої відомості. На роль історичної батьківщини цього виробу претендує Польща, оскільки в польській кухні трояндове печиво значно популярніше. В цій країні його традиційно готують у Жирний четвер (аналог православної Масниці). Від цієї традиції походить і польська назва печива пол. karnawałowa róża — «карнавальна троянда» (під карнавалом у католицькій традиції часто розуміють будь-яке свято, що передує Великому постові).

## Складники
Для приготування київської троянди замішують тісто подібне до того, яке використовують при смаженні вергунів. Для цього тіста використовують лише пшеничне борошно, в яке додають відносно багато яєць (іноді частину яєць замінюють жовтками). Крім цих продуктів обов'язковими інгредієнтами у невеликих кількостях виступають вершкове масло, цукор і алкоголь. Останній додають для надання готовому виробові хрусткості. В класичному рецепті передбачено використання рому, але його можна замінити коньяком, бренді, горілкою чи іншим міцним напоєм.
Необов'язковими складовими є сіль і будь-який розпушувач для тіста. Хоча останній компонент зазначений не в усіх рецептах київської троянди, його додавання бажане, оскільки він надає випічці об'єму, внаслідок якого досягається форма пишної квітки. Традиційно для розпушення тіста користуються сумішшю питної соди з оцтом, однак часто крім них додають ще й сметану або вершки. Ще один необов'язковий складник — харчовий ароматизатор, обов'язково з ніжним ненав'язливим запахом. Як правило, для надання тістові потрібного аромату використовують ванілін чи ваніль. Деякі господарки для склеювання частин квітки використовують яєчний білок.
Сформовані київські троянди смажать у фритюрі, склад якого рецептурою не регламентований. Для смаження придатні смалець, олія, їхня суміш чи будь-який інший кулінарний жир. Готові вироби посипають цукровою пудрою, а середину кожної квітки наповнюють фруктовою начинкою. Оскільки тістечка виходять доволі жирними й солодкими, для гармонізації смаку віддають перевагу начинкам з кислуватим присмаком. Так, в Україні для цього традиційно використовують ягоди з вишневого варення, в Польщі до популярних наповнювачів належать консервовані вишні, шипшиновий мармелад, сливовий джем.
В деяких спрощених рецептах для економії часу радять готувати київські троянди з готового листкового тіста. При його використанні можна отримати печиво схожого вигляду, але з зовсім інакшим смаком, тому кулінари-традиціоналісти не вважають таку заміну повноцінною.

## Приготування
Приготування київських троянд включає замішування тіста, формування виробів, смаження і прикрашання. Тісто замішують на столі або в мисці. Для цього спочатку ретельно перемішують борошно з сухими додатками: сіллю, розпушувачем, ваніліном. Натомість кристалічний цукор в цю суміш не додають, а розчиняють у яйцях способом збивання (це роблять виделкою без застосування механічних знарядь). До яєчної суміші додають решту рідких складників: сметану, алкоголь, оцет. Борошно насипають гіркою, роблять в її центрі заглибину й обережно вмішують туди посічене в стружку вершкове масло і підготовану рідину.
Тісто вимішують дуже ретельно до гладкості. Потім качалкою розкочують його на столі у пласт завтовшки декілька міліметрів, деякі кухарі радять для більшої однорідності ще й вибити тісто качалкою. За допомогою круглих форм вирізають з тіста кружальця різного діаметру (число кружалець різного розміру має бути однаковим, достатньо 3–4 наборів). По краях кружалець роблять 4–5 надрізів, а потім складають їх пірамідкою, трохи повертаючи навколо осі, щоби надрізи не накладались один на інший. Складені в такий спосіб квітки притискають пальцем всередині. Це потрібно для того, щоби зчепити окремі кружальця між собою і щоби сформувати заглибину для начинки. Для надійнішого склеювання іноді змащують центр кружалець яєчним білком, проте це не обов'язкова процедура.
Фритюр нагрівають так, щоби пробний шматочок тіста при зануренні в нього вкривався бульбашками (температура має становити близько 175°). Потім кладуть у фритюр троянди, спочатку серединкою униз, а коли зарум'яняться — перевертають на інший бік. Готові вироби виймають шумівкою і викладають на сито або таріль, застелену паперовою серветкою для видалення надлишку жиру. Коли київські троянди трохи охолонуть, їх посипають цукровою пудрою через ситечко, а в середину ложечкою накладають начинку.

## Подавання
Київська троянда — типовий десерт, який подають наприкінці трапези разом із гарячими або холодними напоями. Ця поживна випічка добре поєднується з безалкогольними і некалорійними трунками: узваром, чаєм, кавою, морсом, шербетом тощо. Споживати це печиво можна теплим щойно після приготування або холодним наступного дня, відповідно, ним можна сервірувати будь-який стіл: сніданковий, обідній, вечірній. Київські троянди стануть окрасою і святкового столу (від бенкетного до буфетного варіантів).
В Україні їх готують за будь-якої нагоди, а в Польщі раніше присвячували переважно до Масного четверга. Втім, у XXI столітті цю традицію дедалі частіше поширюють на інші релігійні свята, як от день святого Валентина. Оскільки київські троянди готують з того ж тіста, що й вергуни, їх часто смажать одночасно і подають на стіл разом, тим більше, що вергуни також належать до традиційних атрибутів Жирного четверга.
Подібно до інших тістечок і печива цю випічку заведено сервірувати на великій спільній тарелі або в хлібному кошику, вистеленому серветками. В залежності від розміру готових троянд на кожного їдця може припадати від одного до декількох виробів. Споживають їх беручи по одній, тримають у руці й відкушують по кусочку, запиваючи при цьому напоєм. За необхідності до тістечок можна подати чайну ложку, щоби гості могли вибрати надто рідку начинку або цілі ягоди.